# اعتصاب

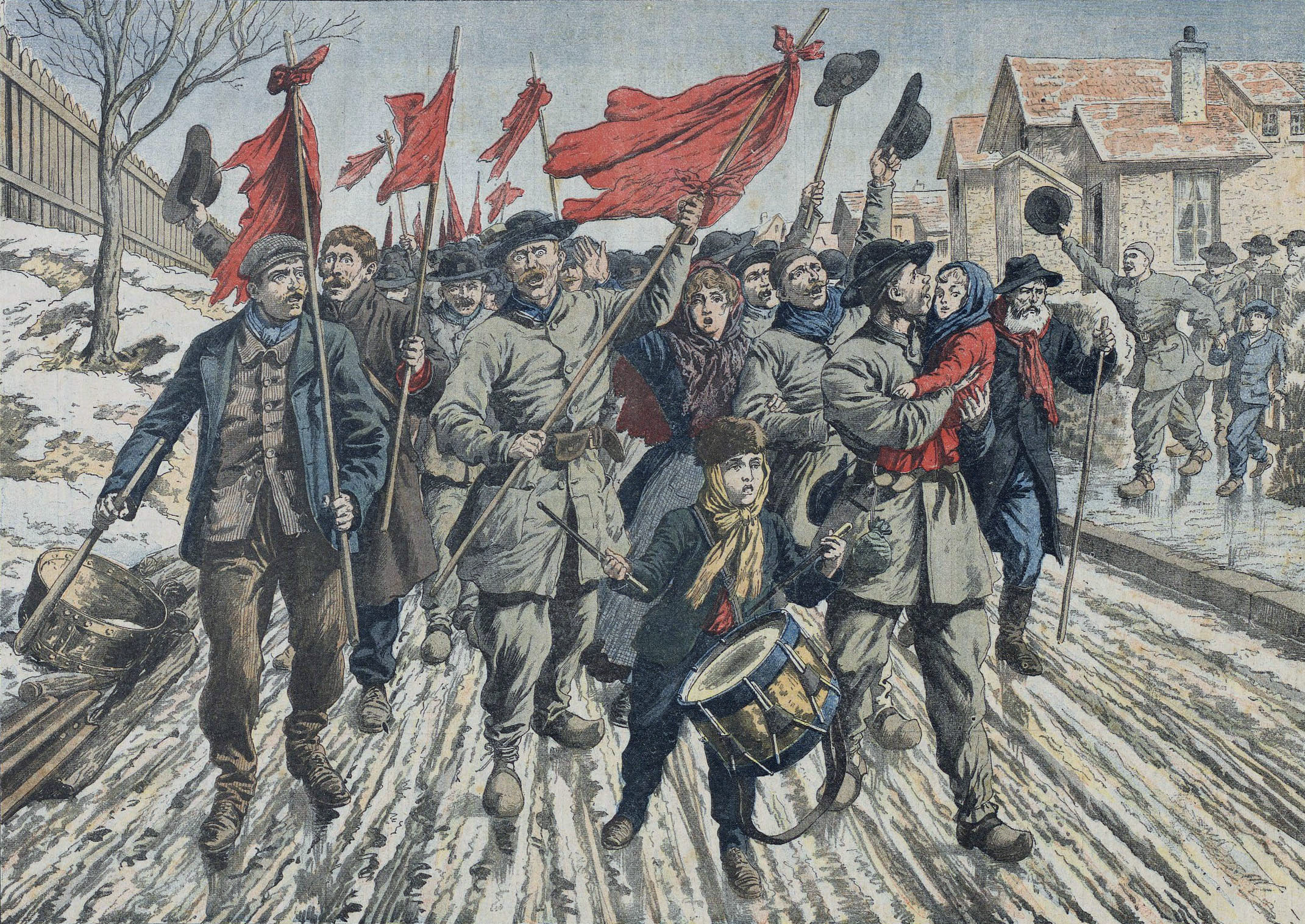

اعتصاب به معنی توقف موقت و هدفمند کار توسط گروهی از کارکنان و مردم به منظور بیان اعتراض یا تحمیل یک تقاضا است. در اعتصاب اقدام علیه کارفرمایان انجام می‌گیرد؛ و در نهایت ممکن است کارگران و مدیران وارد «ستیز اجتماعی» شوند.
به‌بیان دیگر اعتصاب یعنی دست از کار کشیدن کارگران یا همه کارکنان و کارگزاران یک واحد اقتصادی یا دستگاه اداری و خدماتی برای دریافت حقوق یا دستمزد بیشتر یا امتیازات شغلی بیشتر از کارفرما یا دولت. اعتصاب کارگران معمولاً برای افزایش دستمزد، بهتر شدن وضع کار، یا کاستن از ساعت‌های کار است.

## تاریخچه
اعتصاب از پی انقلاب صنعتی پیدا شد و طبقهٔ کارگر، که زادهٔ این انقلاب بود، برای دفاع از حقوق خود در برابر کارفرمایان دست به تشکیل سازمانهایی زد و این سازمان‌ها از اعتصاب همچون وسیله‌ای کارآمد برای رسیدن به خواسته‌های کارگران استفاده کردند. در آغاز دولت‌ها و کارفرمایان با انواع وسایل و حتی به کمک نیروی انتظامی اعتصاب‌ها را در هم می‌شکستند و برپا کنندگان اعتصاب را به خون می‌کشیدند، اما از نیمهٔ قرن ۱۹ به بعد، بر اثر مبارزات کارگران، اعتصاب رفته‌رفته صورت قانونی یافت و به میان دیگر گروه‌های اجتماعی (کارمندان، دانشجویان، و کارکنان مشاغل آزاد) نیز راه یافت و از اوایل قرن بیستم احزاب سازمان‌های سیاسی از اعتصاب همگانی برای رسیدن به هدف‌های سیاسی استفاده کردند و پیروان سندیکالیسم و آنارشیسم این اعتصاب‌ها را همچون حربه‌ای کارآمد برای واژگون کردن دولت تبلیغ کردند. در اعتصاب همگانی تمام یا اکثر کارگران رشته‌های گوناگون صنعت و ارتباطات یک شهر، ناحیه، یا کشور، برای رسیدن به هدف‌های سیاسی یا حرفه‌ای خود، دست از کار می‌کشند. در اعتصاب‌های همگانی که جنبهٔ سیاسی دارند، گاه اکثر مردم یک کشور از کار دست می‌کشند، به جز کسانی که کارهای بسیار ضروری از نظر اجتماعی، مانند خدمات آب و برق و بهداشت را بر عهده دارند. در رژیم‌های دیکتاتوری اعتصاب به موجب قانون یا در عمل ممنوع است.

## حق اعتصاب در ایران

### حق اعتصاب در قانون کار
در ایران دو قانون کار مصوب سال ۱۳۳۷ و قانون کار مصوب سال ۱۳۶۹ حق اعتصاب به رسمیت شناخته نشده است. در سال‌های قبل از ۱۳۳۷ زمانی که مجلس می‌خواست برای قانون کار مواردی را تهیه کند موضوع اعتصاب را هم مدنظر قرار داد. در سال ۱۳۲۸ نمایندگان حق اعتصاب را در قانون آزمایشی لحاظ کردند اما ین موضوع تا سال ۱۳۳۶ طول کشید و در آن قانونی که خاص «کمیسیون پیشه و هنر» مجلس بود وقتی بحث اعتصاب مطرح شد با آن موافقت نکردند و در نهایت در قانون کار مصوب سال ۱۳۳۷ موضوع اعتصاب گنجانده نشد. در قانون کار سال ۱۳۶۹ نیز این حق برای کارگران نادیده گرفته شد.